# Mexikói út
Mexikói út är en tunnelbanestation i Budapests tunnelbana i Ungern. Stationen är den sista stationen på den gula linjen och ligger i den nordöstra delen av staden.

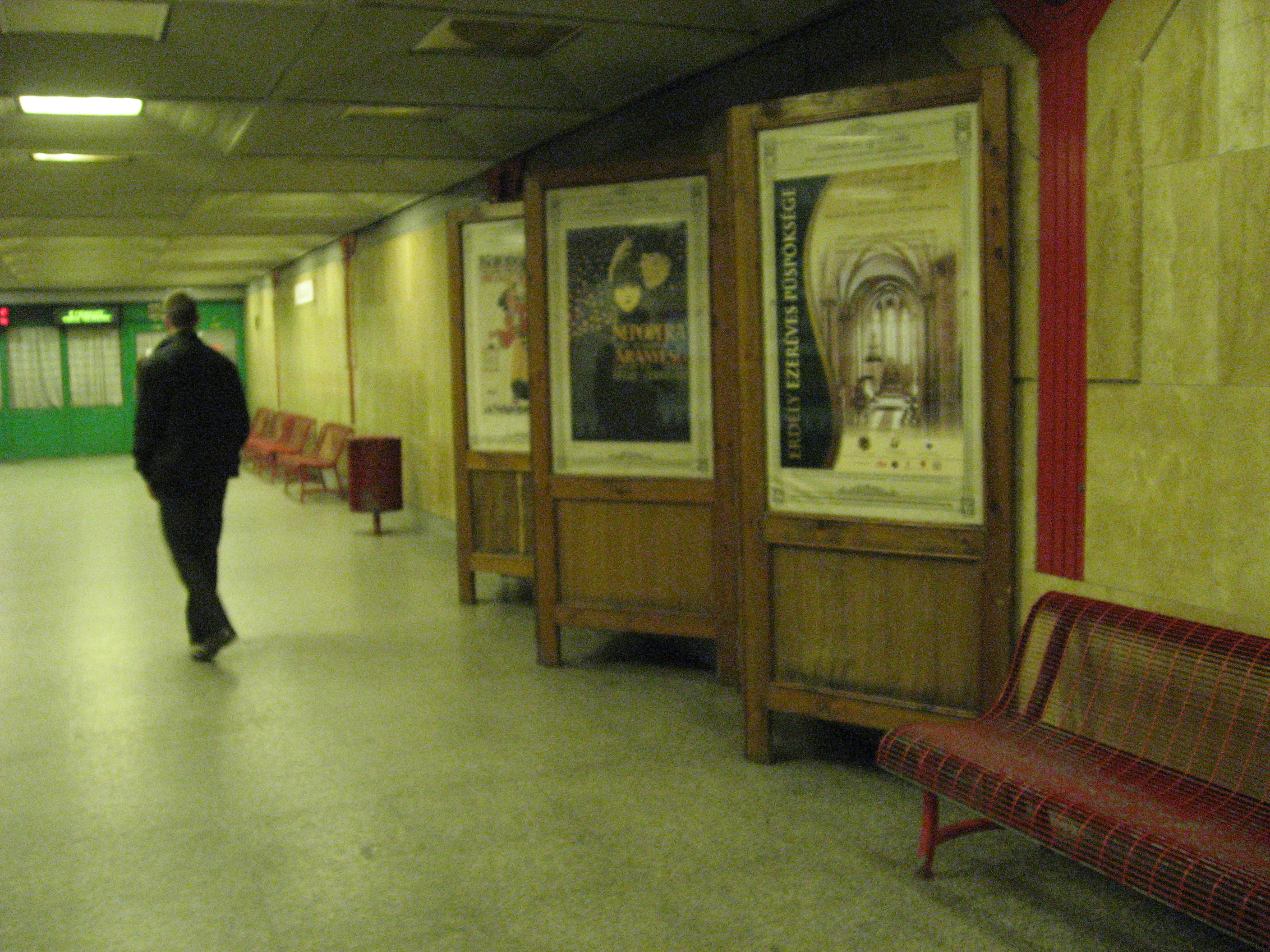
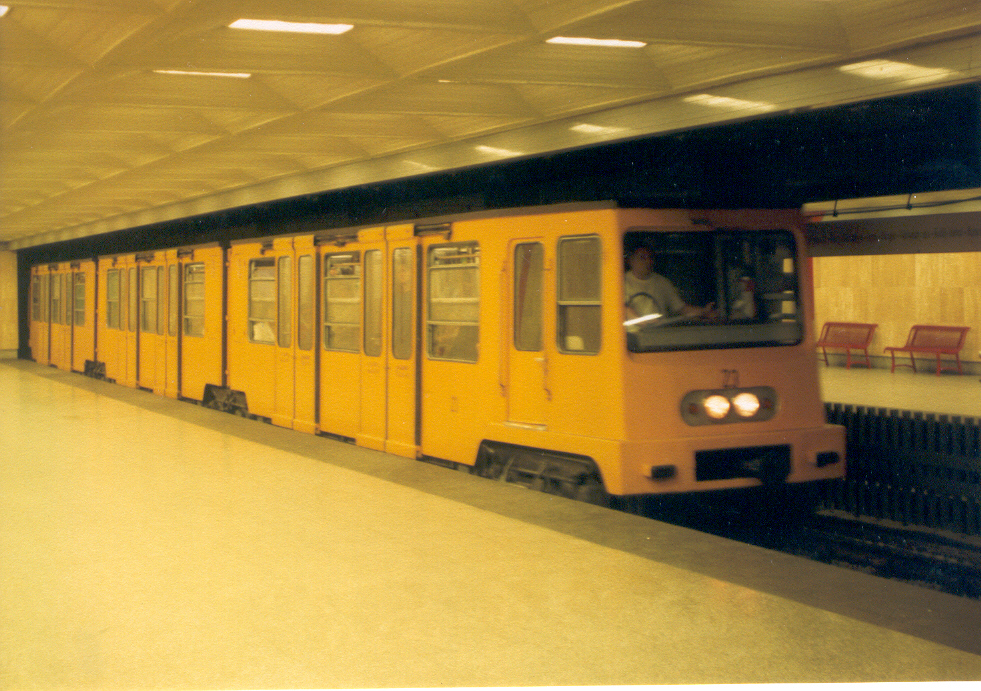
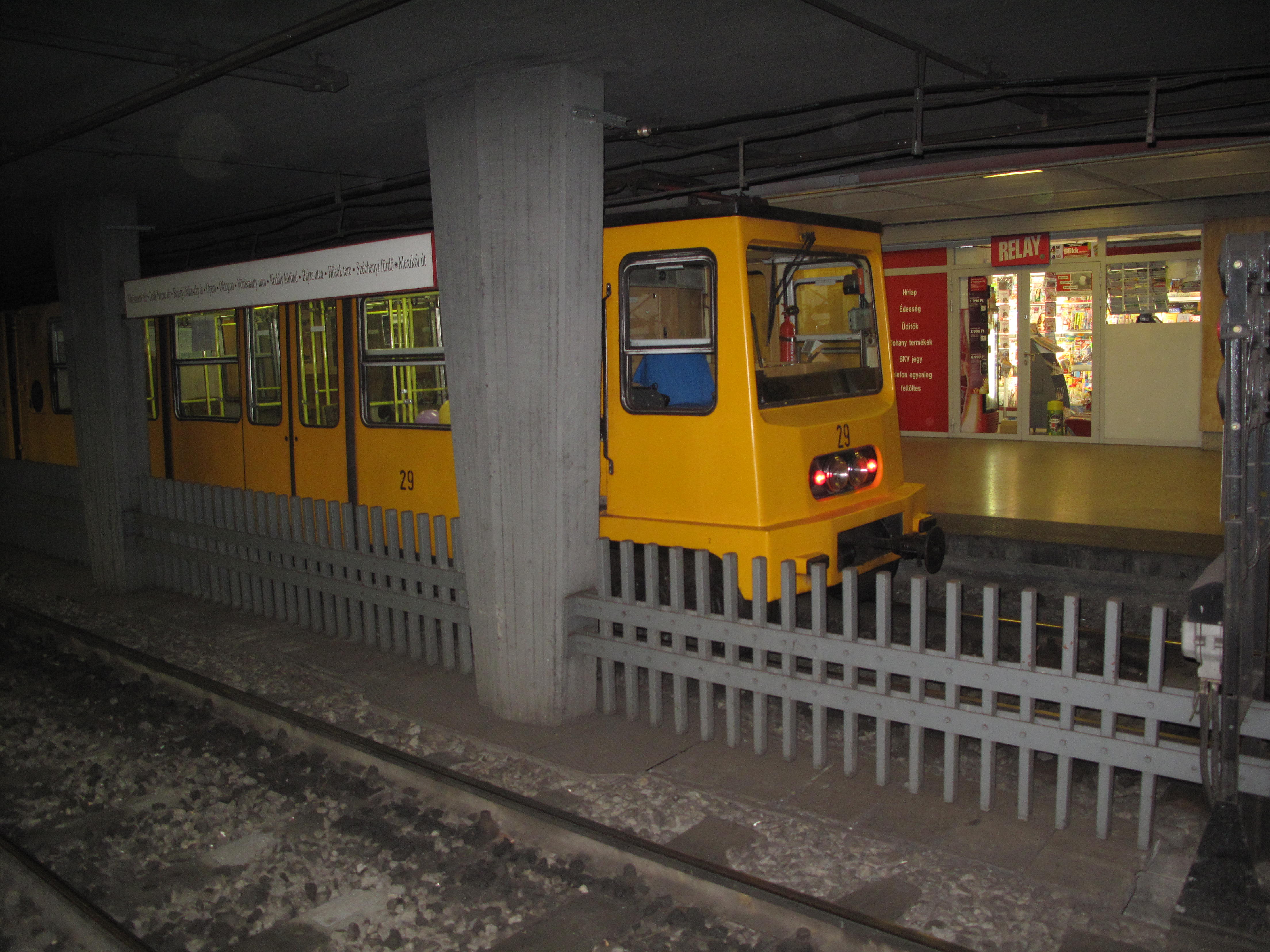
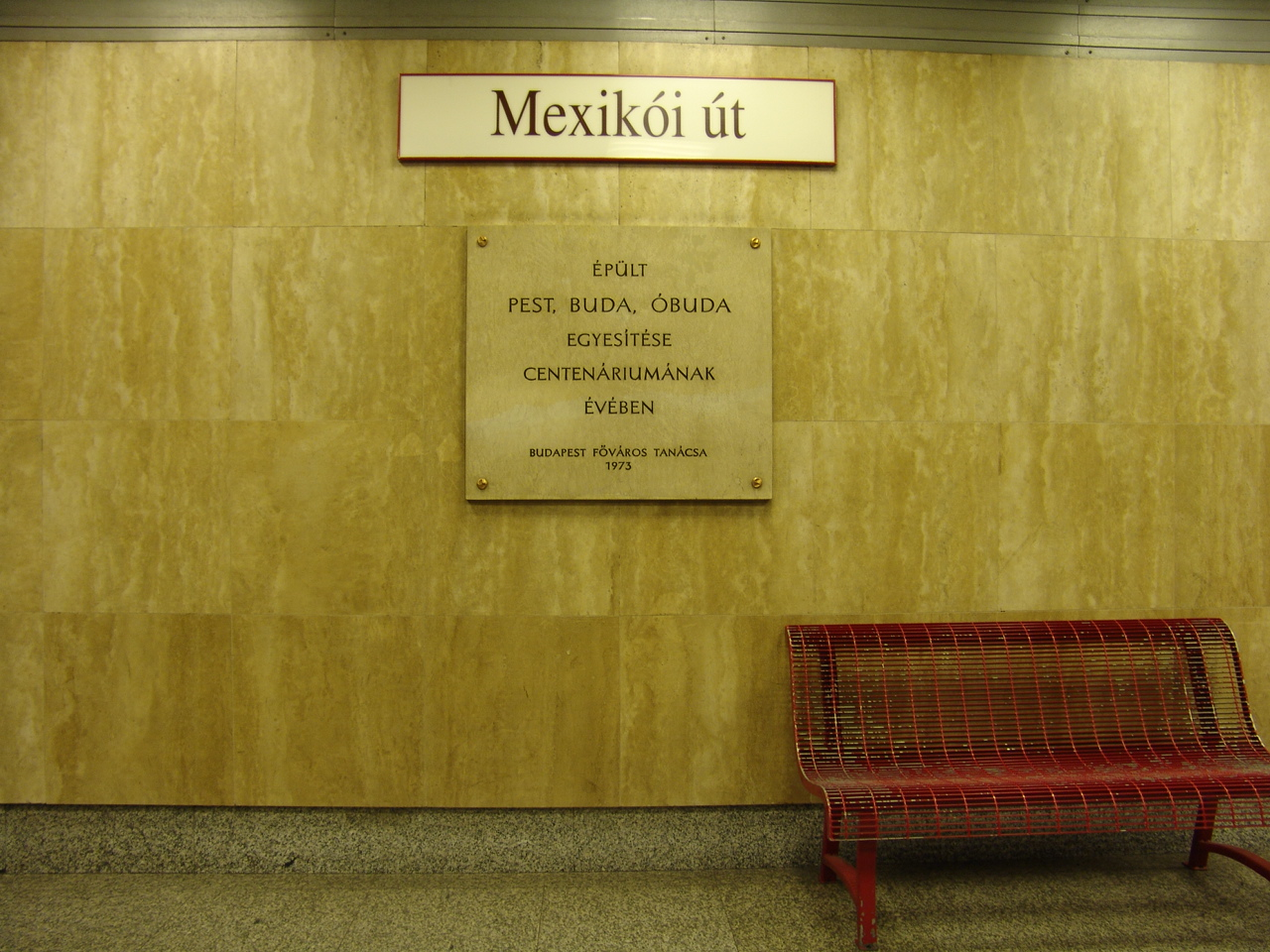